# استان جبل لبنان
اُستان جَبَل لُبنان (به عربی: محافظة حبل لبنان) یکی از استان‌های کشور لبنان است.

## جغرافیا
مرکز این استان شهر بعبدا است.

## ساختار جمعیتی
بیشتر جمعیت این استان را پیروان مسیحیت تشکیل می‌دهند. اقلیت بزرگی از مسلمانان و دروزها نیز در این استان ساکنند.

## شهرستان‌ها
- شهرستان بعبدا
- شهرستان عالیه
- شهرستان المتن
- شهرستان کِسِروان
- شهرستان شوف
- شهرستان جبیل